# 関東自動車 (埼玉県)
関東自動車株式会社（かんとうじどうしゃ）は、埼玉県さいたま市浦和区に本社を置くバス事業者である。
特定バス事業を柱として特別支援学校のスクールバスなど福祉送迎バスの運行を中心に、貸切バス事業も行う。乗合バス事業は行っていない。埼玉県バス協会会員。
さいたま市では「関東自動車」・「関東バス」双方の名称で呼ばれることが多いが、栃木県に本社を置く同名のバス事業者および東京都の関東バスとは関係ない。

## 概要
埼玉県を中心に特定輸送バスや貸切バスの運行、車両リース、自動車整備業、旅行業（ガリバー旅行）などの事業を行っている。福祉輸送に対応するため、車椅子でも容易に乗り降りができるリフト付きバスも数台配備されている。
1964年（昭和39年）2月に浦和市（現・さいたま市緑区）大牧に設立された共栄自動車工業が前身である。1966年（昭和41年）9月、共栄自動車工業を改組し関東自動車有限会社を設立。1968年（昭和43年）8月、株式会社へ改組した。当初は自動車整備・販売を専門とする会社であったが、のちレンタカー事業に参入した。
その後に幼稚園送迎バスを請け負うようになった頃、埼玉県から東京都内の養護学校へ通学する生徒の保護者より通学用バスを運行してほしいという要望が寄せられるようになった。当時は埼玉県内に養護学校がなく、東京都内まで通学するには電車通学か自家用車での送り迎えでしか通学手段はなかったことも、通学用バスの運行要望が多く寄せられた要因であった。そこで1977年（昭和52年）に特定自動車運送事業許可を取得し、埼玉県内の養護学校開校に合わせて運行を開始したのが、関東自動車における福祉バス事業の契機であった。以降は全国的にも福祉バスの先駆けとして発展してきた。
かつては埼玉県内でコミュニティバスの運行も受託しており、伊奈町内循環バス「いなまる」、深谷市コミュニティバス「くるリン」を受託していた。専用車両として三菱ふそう製小型ノンステップバスを保有し、いなまるではエアロミディMJ、くるリンではエアロミディMEを使用していた。のちにコミュニティバス受託に乗合免許が必要となったことから撤退し、いずれも委託先が他社へ変更されている。詳細は各路線の記事を参照。

## 本社・営業所

### 現行拠点
- 本社 - 埼玉県さいたま市浦和区仲町2-3-19　平田ビル3階
- 岩槻営業所 - 埼玉県さいたま市岩槻区尾ヶ崎2248-3
- 富士見営業所 - 埼玉県富士見市東大久保104-3
- 加須営業所 - 埼玉県加須市北大桑1233
- 坂戸営業所 - 埼玉県坂戸市善能寺232-13
- 大宮営業所 - 埼玉県さいたま市見沼区深作307
  - 旧・平成興業観光バス（後述）の敷地。
- 千葉営業所 - 千葉県野田市船形2843-1
  - 2015年（平成27年）4月に初の県外拠点として新設、同時に西武台千葉中学校・高等学校のスクールバスを運行、2016年（平成28年）4月から芝浦工業大学柏中学高等学校のスクールバスを運行している。
- 東京営業所 - 東京都葛飾区東水元5-3-4パークハイツ平野102
  - 2025年(令和7年)4月に初の東京都拠点として新設、同年４月７日（月）より東京都立特別支援学校スクールバスの運行を開始。

東京営業所開設に伴う営業区域の拡大により、これまでの埼玉県・千葉県に加えて出発地または最終到着地が東京都内の貸切バスの運行が可能になった。
- 整備工場 - 埼玉県富士見市上南畑537-1　※この工場は閉鎖。バス全車両が、ディーラー整備へ切り替える。

### 廃止拠点
- 江南営業所
  - 富士見営業所へ統合された[1]。

### ナンバープレート
- 岩槻営業所・大宮営業所：大宮ナンバー
- 富士見営業所：所沢ナンバー
- 加須営業所：熊谷ナンバー
- 坂戸営業所：所沢ナンバー（2006年10月9日以前に登録された車両）・川越ナンバー
- 千葉営業所：野田ナンバー
- 東京営業所：葛飾(旧足立)ナンバー

## 事業内容

### 特定事業部
中核部門であり、中心となるのが埼玉県内で最初に運行開始した福祉バスである。2005年時点では保有車両210台のうち、福祉送迎用車両が166台であった。
2012年時点では、特別支援学校や福祉施設などの福祉関連の送迎バスを埼玉県内各自治体との間で契約・運行しているほか、11校のスクールバス、企業の社員送迎バス、浦和レッドダイヤモンズのチームバス運行も行っている。
老人センター、デイサービス等の福祉送迎バス、その他各種送迎バスの運行を行う。

### 貸切事業部
貸切車両は12台で、大型車はいすゞ・ガーラなど6台（車椅子用リフトバスを含む）、中型車は三菱ふそう・エアロミディMKなど2台、マイクロバスはトヨタ・コースターなど4台を保有する。

### その他の部門
- 車輌運行管理事業部
  - 役員送迎車、社員送迎バス、スクールバスなどの自家用自動車運行管理請負を行う。
- 車輌リース事業部
- 観光事業部 「ガリバー旅行」
  - 旧・ガリバー旅行社（後述）。
- 整備事業部 
  - 自動車の車検、整備、板金塗装修理を行っているほか、中古車販売も手がける。

## 車両
2021年現在、車両数は約230台を有する。
バスの車体はイメージカラーの青色と黄色の2色を配した塗装で統一されている。スクールバスなどは鉛筆や三角定規などの文房具をデザインした図柄が、貸切バスなどには「人」をデザインした図柄がそれぞれ描かれている。

## 関連企業

### ガリバー旅行社
旅行代理店。1984年（昭和59年）4月に株式会社サキタマ・トラベルとして設立され、1989年（平成元年）6月に商号を変更。
2000年（平成12年）12月に関東自動車に吸収合併され、同社の観光事業部となった。

### 平成興業観光バス
貸切バス業を行っていた関東自動車の子会社。関東自動車が特定旅客自動車部門のみであった1995年（平成7年）に設立した。車椅子対応観光バスを早くから導入していた。
平成興業観光バスが先に埼玉県バス協会に加盟し、それまで非加盟であった関東自動車も加盟している。
親会社である関東自動車が2002年（平成14年）12月に一般貸切旅客自動車運送事業免許を取得しており、2008年（平成20年）に経営統合により消滅した。